# Avrigny
Pour les articles homonymes, voir Avrigny (homonymie).
Avrigny est une commune française située dans le département de l'Oise, en région Hauts-de-France.

## Géographie
La commune d'Avrigny se situe à 61 kilomètres au sud d'Amiens, à 36,5 kilomètres à l'est de Beauvais, à 18 kilomètres à l'ouest de Compiègne et à 60 kilomètres au nord de Paris.
| Épineuse      | Bailleul-le-Soc |                    |
|               | Avrigny         | Choisy-la-Victoire |
| Sacy-le-Grand |                 |                    |

### Topographie et géologie
La commune s'étend entre 65 mètres et 121 mètres d'altitude. La mairie du village se situe à 86 mètres d'altitude. Le point le plus élevé se situe au lieu-dit le Moulin, à limite nord-ouest du territoire avec Épineuse. Le point le plus bas se trouve à la limite sud du territoire, au niveau de la rencontre des limites communales de Sacy-le-Grand et de Choisy-la-Victoire. Le territoire communal se trouve sur une pente culminant au nord et descendant vers le sud. L'ancienne halte ferroviaire d'Avrigny se situe à 99 mètres d'altitude. Le village se trouve entre 96 et 73 mètres d'altitude. Le territoire forme une plaine a peu près nue, de figure généralement ellispoïde, dépourvue d'eau.
On peut voir de la craie près du village. Elle est blanche, friable, mêlée de silex tuberculeux en couches transversales partout où les bancs sont supérieurs sont seuls à jour. Elle contient beaucoup de fossiles sur le territoire. Les terres sont douces et les cailloux sont brisés en petits fragments, tel qu'on le voit à Avrigny. L'argile à silex est présente à Avrigny. La commune se trouve en zone de sismicité 1, c'est-à-dire très faiblement exposée aux risques de tremblement de terre.

### Voies de communications et transports

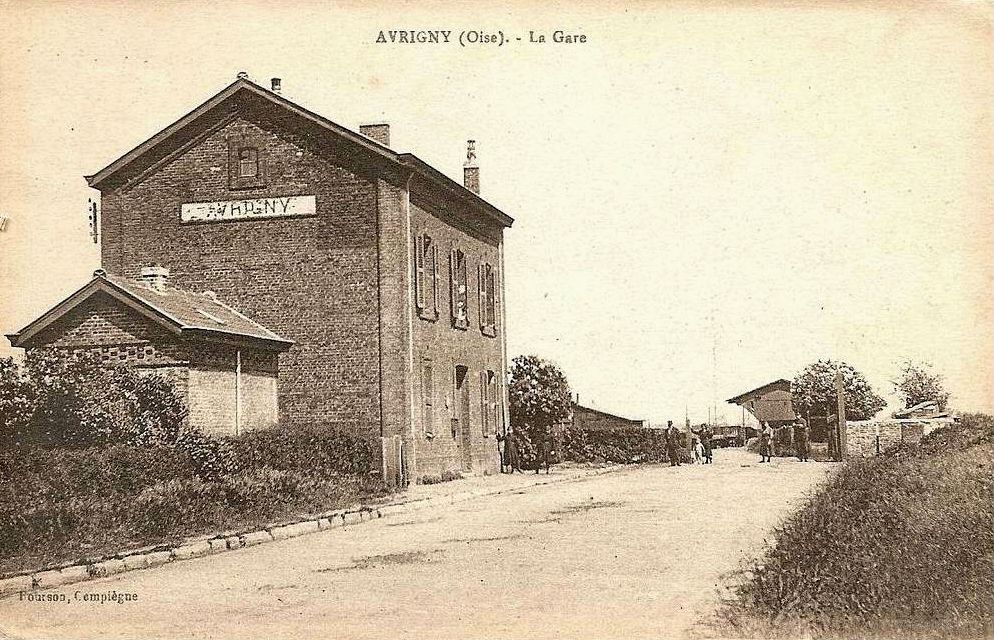
L'ancienne gare d'Avrigny.

La route nationale 31, reliant Rouen à Reims par Beauvais et Compiègne, traverse le territoire communal d'ouest en est. Elle sert également d'intermédiaire pour relier la commune à de plus petites agglomérations comme Clermont, Estrées-Saint-Denis ou encore Liancourt. Le village est accessible par trois routes départementales, la D 75, la D 111 et la D 111E. La route départementale 75, débutant à Rieux et se terminant à Rouvillers, passe dans le chef-lieu Avrigny par les rues de l'église et de la Jacquerie, rencontre la route nationale 31 puis quitte la commune par le nord par la route de Picardie. La route départementale 111, quant à elle, débute depuis la rue de la Jacquerie pour prendre la rue des Écoles et rejoint ensuite Choisy-la-Victoire puis Saint-Martin-Longueau, à son extrémité. La route départementale 111E, antenne de la D 111, débute à Choisy-la-Victoire pour rejoindre la D 75 à l'entrée sud du village. Une route communale relie la D 75 à la commune voisine d'Épineuse.
La commune était autrefois desservie par une halte ferroviaire située sur la ligne de Rochy-Condé à Soissons, reliant en partie Beauvais à Compiègne. La section de Clermont au Bois-de-Lihus fut inaugurée le 15 avril 1879, en même temps que la gare. Située au P.K. 39,986 de la ligne, le trafic cessa le 15 mai 1939. Après le déclassement de la voie entre Froyères et Estrées-Saint-Denis en 1964, la gare ne sera plus jamais desservie par des voyageurs mais uniquement par un trafic de marchandises toujours présent du fait de la présence d'une coopérative agricole et d'un dépôt de voitures neuves.
Aujourd'hui, la gare la plus proche est celle de Estrées-Saint-Denis à 7 kilomètres au nord-est sur la ligne d'Ormoy-Villers à Boves, reliant Compiègne à Amiens. Située sur la ligne de Creil à Jeumont, la gare de Pont-Sainte-Maxence se trouve à 8,7 kilomètres au sud.
La commune est desservie par les lignes 660, 6301 et 6322 du réseau interurbain de l'Oise. Une navette de regroupement pédagogique intercommunal (ligne 6808) a été mise en place avec les communes de Blincourt, Épineuse et Fouilleuse.
L'aéroport de Beauvais-Tillé se trouve à 35 km à l'ouest de la commune et l'aéroport de Paris-Charles-de-Gaulle se trouve à 41 km au sud. Il n'existe aucune liaison entre la commune et ces aéroports par des transports en commun.
Le GR 124A, branche du GR124 reliant Litz à Orrouy traverse le territoire du nord-ouest au sud-est. Son itinéraire balisé suit les rues de la Grande Mare, de la Jacquerie et de l'Église. Le circuit no 6 de cyclotourisme de l'Oise traverse la commune en suivant le tracé de la route départementale 75.

### Hydrographie
La commune est située dans le bassin Seine-Normandie. Elle n'est drainée par aucun cours d'eau,.
Une mare se trouve à l'ouest du village, rue de la grande mare. La commune fait partie du bassin versant de la rivière de l'Oise, du fait de son inclinaison vers le sud. La partie sud du territoire se situe au-dessus de plusieurs nappes phréatiques sous-affleurantes.

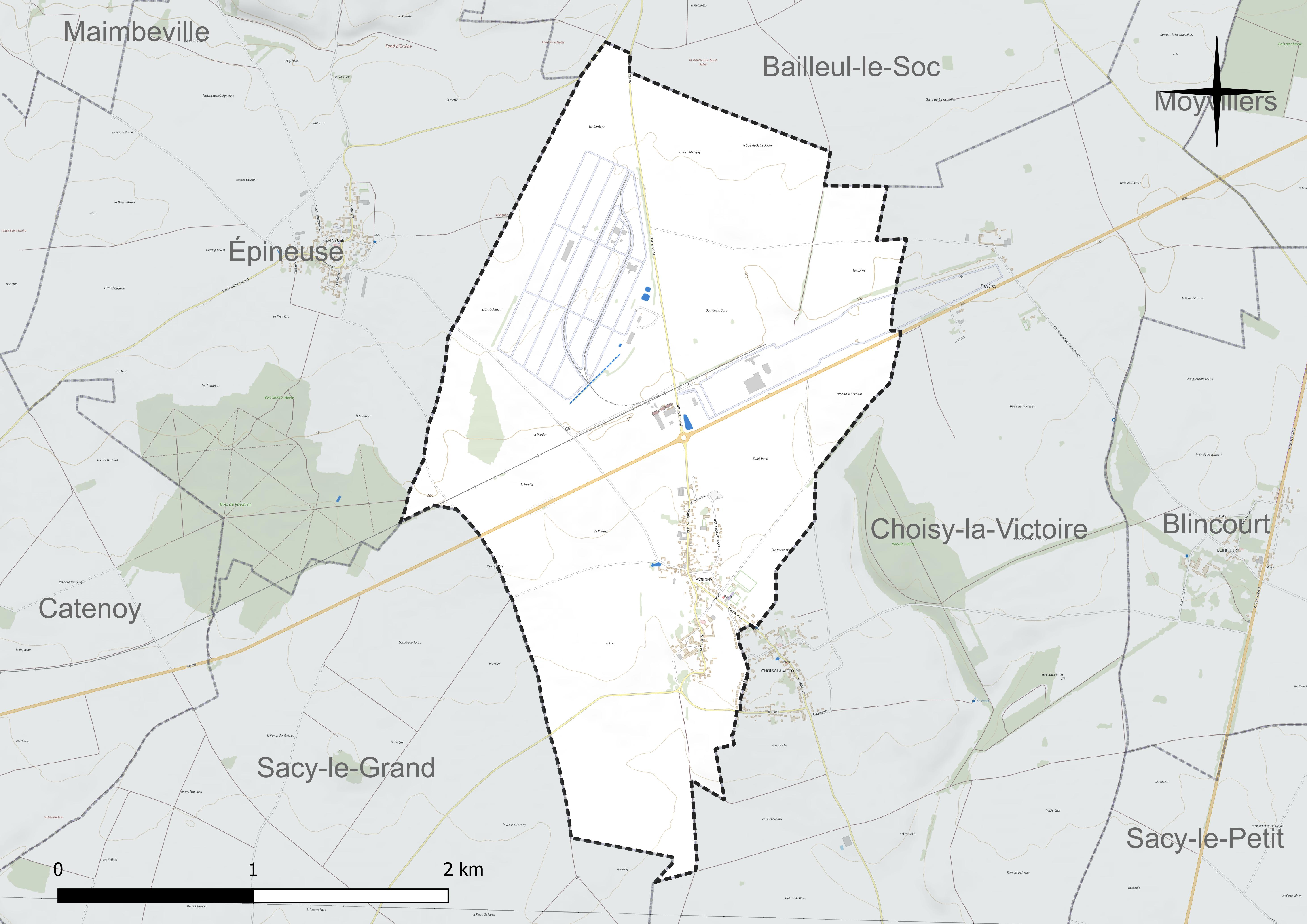
Réseau hydrographique d'Avrigny.

### Climat
Pour des articles plus généraux, voir Climat des Hauts-de-France et Climat de l'Oise.
En 2010, le climat de la commune est de type climat océanique dégradé des plaines du Centre et du Nord, selon une étude du CNRS s'appuyant sur une série de données couvrant la période 1971-2000. En 2020, Météo-France publie une typologie des climats de la France métropolitaine dans laquelle la commune est exposée à un climat océanique et est dans la région climatique Nord-est du bassin Parisien, caractérisée par un ensoleillement médiocre, une pluviométrie moyenne régulièrement répartie au cours de l'année et un hiver froid (3 °C).
Pour la période 1971-2000, la température annuelle moyenne est de 10,6 °C, avec une amplitude thermique annuelle de 14,8 °C. Le cumul annuel moyen de précipitations est de 689 mm, avec 11,2 jours de précipitations en janvier et 7,9 jours en juillet. Pour la période 1991-2020, la température moyenne annuelle observée sur la station météorologique la plus proche, située sur la commune de Creil à 15 km à vol d'oiseau, est de 11,2 °C et le cumul annuel moyen de précipitations est de 662,2 mm,. Pour l'avenir, les paramètres climatiques de la commune estimés pour 2050 selon différents scénarios d'émission de gaz à effet de serre sont consultables sur un site dédié publié par Météo-France en novembre 2022.

### Milieux naturels
Hormis les espaces bâtis, qui couvrent 21,4 % de la commune sur 130 hectares, le territoire se compose à 77 % de cultures. Les espaces boisés, au nord-ouest près du lieu-dit « la remise », représentent 7,5 hectares pour 1,2 % de la surface communale. Les vergers et prairies rassemblent 2 hectares,.

## Urbanisme

### Typologie
Au 1er janvier 2024, Avrigny est catégorisée commune rurale à habitat dispersé, selon la nouvelle grille communale de densité à sept niveaux définie par l'Insee en 2022.
Elle est située hors unité urbaine. Par ailleurs la commune fait partie de l'aire d'attraction de Paris, dont elle est une commune de la couronne,.

### Occupation des sols
L'occupation des sols de la commune, telle qu'elle ressort de la base de données européenne d'occupation biophysique des sols Corine Land Cover (CLC), est marquée par l'importance des territoires agricoles (76,1 % en 2018), en diminution par rapport à 1990 (93,8 %). La répartition détaillée en 2018 est la suivante :
terres arables (76,1 %), zones industrielles ou commerciales et réseaux de communication (17,7 %), zones urbanisées (6,2 %). L'évolution de l'occupation des sols de la commune et de ses infrastructures peut être observée sur les différentes représentations cartographiques du territoire : la carte de Cassini (XVIIIe siècle), la carte d'état-major (1820-1866) et les cartes ou photos aériennes de l'IGN pour la période actuelle (1950 à aujourd'hui).

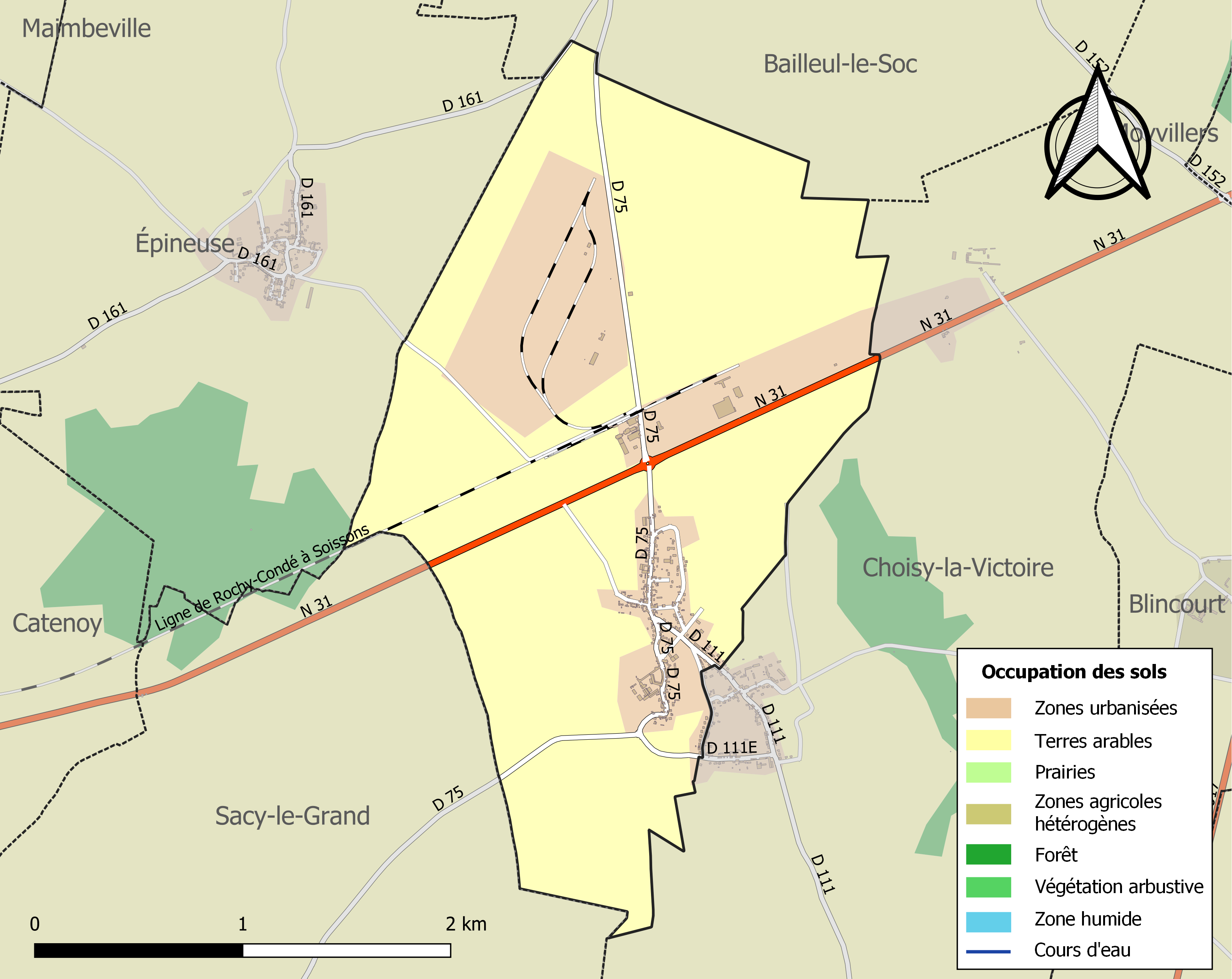
Carte des infrastructures et de l'occupation des sols de la commune en 2018 (CLC).

### Hameaux et lieux-dits
Aujourd'hui, l'habitat communal est uniquement concentré dans le chef-lieu Avrigny. La commune ne possède pas d'autres hameaux ou d'écarts habités sur son territoire. À la fin du XIXe siècle, on pouvait encore citer les écarts de l'allée d'Arsy, de la Station et de la Remise de l'Éperon.

### Morphologie urbaine
En 1890, des 71 maisons dont se composait cette commune, 66 étaient agglomérées et formaient le village, qui est disposé en une longue rue comprenant 51 habitations à cette époque. Les trois petites rues du Cimetière, de la Grande Mare et du Trou-de-Loque sont perpendiculaires à la rue principale. Les dernières maisons d'Avrigny se reliaient presque avec celles de Choisy-la-Victoire. Il fallait mentionner comme habitations isolées deux maisons à l'allée d'Arsy, deux à la Station, et une au passage à niveau de la Remise de l'Éperon. Aujourd'hui, les villages d'Avrigny et Choisy-la-Victoire forment une seule et même agglomération. L'écart des allées d'Arsy a été rattaché au village, celui de la Station n'est plus habité et celui de l'Éperon a disparu.

## Toponymie
La commune a porté les noms suivants au cours de son histoire : « Alvregni » et « Avergni » en 1186, « Avregny » en 1216, « Avrigni » au XVIIe siècle (« Avrenniacum »). Cette localité a longtemps conservé le nom d'« Avregny », auquel on a substitué au XIXe siècle celui d'« Avrigny », qui paraît avoir été définitivement adopté dès la fin de ce siècle. Elle se serait appelée « Avriniacum » en 960.

## Histoire

### Moyen Âge et Renaissance
La seigneurie appartint pendant plusieurs siècles à une famille à laquelle elle avait donné le nom d'Avrigny : on peut citer Aleaume (1143), Raoul (1201), Roger (1218), Simon (1229) et Jean (1373). Le château et la motte furent ensuite possédés au XVe siècle par Pierre de Saint-Remy, Jean de Cernoy et Mathieu de Cernoy. Gérard d'Athies en hérita en 1458. Jacques de Vignacourt en fit l'acquisition en 1468. Jean, son fils aîné, conseiller au Parlement, releva le fief en 1497. Cette terre appartenait en 1539 à Charles de Vignacourt, et en 1558 à Louis de Vignacourt, échanson de Catherine de Médicis. Le château, flanqué de tours, avait été démoli à la fin du XVIe siècle.
Parmi les chefs de la Jacquerie, un des plus renommés fut Philippe de Bosquillon d'Avrigny : c'est lui qui dirigea, en 1358, les attaques des Jacques contre Montataire et Clermont. Aussi, après la défaite des siens sous les murs de cette dernière ville, Philippe ne tarda-t-il pas à voir les représailles des nobles s'exercer non seulement sur ses biens qui furent pillés et ravagés, sur sa maison qui fut incendiée par eux-mêmes, mais encore sur sa femme et ses enfants qui, réduits à la plus affreuse misère, furent contraints de se réfugier dans les bois, et il en fut de même pour tous ceux qui furent soupçonnés d'avoir participé de près ou de loin à cette insurrection, et cependant Philippe le Bosquillon n'avait fait que diriger les opérations des Jacques, il n'avait personnellement ni pillé, ni brûlé, ni tué personne. On dit même que les nobles ne se bornèrent pas à détruire la maison de Bosquillon, mais que presque tout le village fut pas eux brûlé et démoli, en sorte que la population, se trouvant sans asile, fut obligée de se retirer dans les bois, où un grand nombre mourut de faim et de misère. La cure était nommée par le chapitre de Saint-Laurent de Beauvais, qui percevait la moitié des dîmes : un quart restait au curé et un quart au prieur de Saint-Leu-d'Esserent. Le cimetière est placé en dehors du village, il existait sans doute là une chapelle dédiée à saint Denis.

### Époque moderne

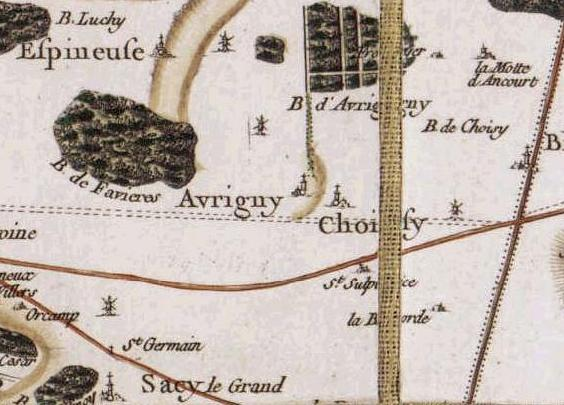
Avrigny, carte de Cassini.

En 1678, on déclarait déjà que « sur une mine de terre dans l'enclos du château s'élevait anciennement un donjon avec deux tours de briques et un bâtiment en pierre de taille entre les deux tours, le tout à présent ruiné, et dont on ne voit plus aucun vestige. » La ferme dépendant de la seigneurie occupait son emplacement dès le XVIIIe siècle. Le parc et le jardin, contenant 34 mines, subsistaient seuls à cette époque. En 1626, la moitié de la seigneurie d'Avrigny vint en possession de Charles de Vignacourt, aumônier du roi, qui, par son testament de 1628, légua cette moitié à Anne-Antoine et Georges de Gouy, ses cousins, qui acquirent peu à peu l'autre moitié par échange, si bien qu'en 1628 ils firent hommage pour toute la seigneurie. De 1628 à 1789, cette terre resta dans les mains de la maison de Gouy d'Arsy. Les seigneurs successifs furent : Anne-Antoine et Georges, Charles (1650), Alphonse-Antoine (1706), Louise-Charlotte (1710), François (1716), Michel-Jean, Louis (1760), puis Louis de Gouy, maréchal de camp divisionnaire, qui possédait encore Avrigny en 1789. Le mercredi 11 août 1756, le Dauphin passa en revue son régiment dans la plaine d'Avrigny. Il y eut grande affluence. Les deux-tiers des habitants de Clermont vinrent jouir de ce spectacle.
Le 3 mars 1789, les habitants, réunis en l'auditoire du village, exposent dans leur cahier de doléance : qu'il n'y a dans leur paroisse aucun usage, pacage, étang, rivière, prairie, pâturage, marais, ni communes quelconques. Leurs impositions sont plus fortes à proportion que celles des autres paroisses. Les cerfs, biches et lapins font un tort considérable sur le terroir, ce qui est encore augmenté par les chasses aux cerfs que les princes font en même temps que la moisson. À la vérité on paie quelques dommages, mais ils n'atteignent jamais la valeur du dommage causé, et que ces mêmes chasses sont faites sans aucune indemnité. La paroisse est très pauvre, les habitants n'ayant que leurs bras pour vivre et les familles nombreuses qui s'y trouvent ayant beaucoup de peine à subsister. Les députés, chargés de porter ces doléances à l'assemblée du bailliage de Clermont, étaient Charles-Éloi Yvorel et François-Médard Guillot. En 1789, on ne comptait que deux laboureurs, le surplus de la population se composait de manouvriers et de quelques artisans, dont les métiers étaient essentiellement agricoles. Cette même année, le revenu du marquis de Gouy, à Avrigny, montait à 8286 livres. Les censives payées par les habitants s'élevaient à 300 livres, et les dîmes à 330 livres.
De 1826 à 1832, Blincourt et Choisy-la-Victoire furent annexés à Avrigny. La halte ferroviaire d'Avrigny fut inaugurée le 15 avril 1879, en même temps que de l'ouverture de la ligne Rochy-Condé - Soissons reliant en partie Beauvais à Compiègne en passant par Clermont. En 1890, la population est entièrement agricole, à l'exception des personnes employées au chemin de fer. Il y avait 22 cultivateurs, ce qui démontre comment le morcellement des terres, qui a eu pour point de départ la vente des biens nationaux sous la Révolution, a modifié le régime de la propriété dans ces pays de grandes cultures.

### Époque contemporaine
Située au P.K. 39,986 de la ligne, la gare d'Avrigny cessa d'être desservie par le trafic voyageur le 15 mai 1939 à cause de la Seconde Guerre mondiale. Elle ferma définitivement ses portes à ce trafic en 1964 après le déclassement de la voie entre Froyères et Estrées-Saint-Denis. Aujourd'hui, la ligne est uniquement empruntée par un trafic de marchandises sur laquelle a été établi un dépôt proche d'une coopérative agricole, à proximité de l'ancienne station. Entre la coopérative agricole et le hameau de Froyères (commune de Choisy-la-Victoire) a été créée en 2003 une base logistique d'automobiles, filiale de la SNCF.

## Politique et administration
| Période                                  | Période                   | Identité         | Étiquette | Qualité                                             |
| ---------------------------------------- | ------------------------- | ---------------- | --------- | --------------------------------------------------- |
| Les données manquantes sont à compléter. |                           |                  |           |                                                     |
| mars 2001                                | décembre 2019             | Georges Fiévez   | DVG       | Décédé en fonction                                  |
| février 2020                             | En cours (au 3 juin 2020) | Gilbert Versluys |           | Agriculteur retraité Réélu pour le mandat 2020-2026 |

## Population et société

### Démographie

#### Évolution démographique
L'évolution du nombre d'habitants est connue à travers les recensements de la population effectués dans la commune depuis 1793. Pour les communes de moins de 10 000 habitants, une enquête de recensement portant sur toute la population est réalisée tous les cinq ans, les populations de référence des années intermédiaires étant quant à elles estimées par interpolation ou extrapolation. Pour la commune, le premier recensement exhaustif entrant dans le cadre du nouveau dispositif a été réalisé en 2005.

En 2022, la commune comptait 401 habitants, en évolution de +8,97 % par rapport à 2016 (Oise : +0,87 %, France hors Mayotte : +2,11 %).
| 1793 | 1800 | 1806 | 1821 | 1831 | 1836 | 1841 | 1846 | 1851 |
| ---- | ---- | ---- | ---- | ---- | ---- | ---- | ---- | ---- |
| 210  | 200  | 224  | 248  | 553  | 268  | 249  | 247  | 256  |

| 1856 | 1861 | 1866 | 1872 | 1876 | 1881 | 1886 | 1891 | 1896 |
| ---- | ---- | ---- | ---- | ---- | ---- | ---- | ---- | ---- |
| 263  | 256  | 235  | 260  | 253  | 250  | 244  | 258  | 231  |

| 1901 | 1906 | 1911 | 1921 | 1926 | 1931 | 1936 | 1946 | 1954 |
| ---- | ---- | ---- | ---- | ---- | ---- | ---- | ---- | ---- |
| 229  | 228  | 226  | 221  | 262  | 232  | 209  | 208  | 257  |

| 1962 | 1968 | 1975 | 1982 | 1990 | 1999 | 2005 | 2006 | 2010 |
| ---- | ---- | ---- | ---- | ---- | ---- | ---- | ---- | ---- |
| 285  | 269  | 242  | 265  | 294  | 320  | 318  | 319  | 350  |

| 2015 | 2020 | 2022 | - | - | - | - | - | - |
| ---- | ---- | ---- | - | - | - | - | - | - |
| 367  | 390  | 401  | - | - | - | - | - | - |

#### Pyramide des âges
La population de la commune est relativement jeune.
En 2018, le taux de personnes d'un âge inférieur à 30 ans s'élève à 33,6 %, soit en dessous de la moyenne départementale (37,3 %). À l'inverse, le taux de personnes d'âge supérieur à 60 ans est de 23,9 % la même année, alors qu'il est de 22,8 % au niveau départemental.
En 2018, la commune comptait 185 hommes pour 194 femmes, soit un taux de 51,19 % de femmes, légèrement supérieur au taux départemental (51,11 %).
Les pyramides des âges de la commune et du département s'établissent comme suit.
| Hommes | Classe d’âge | Femmes |
| ------ | ------------ | ------ |
| 0,5    | 90 ou +      | 1,0    |
| 5,3    | 75-89 ans    | 4,0    |
| 21,1   | 60-74 ans    | 16,0   |
| 17,9   | 45-59 ans    | 20,5   |
| 25,3   | 30-44 ans    | 21,5   |
| 14,7   | 15-29 ans    | 14,5   |
| 15,3   | 0-14 ans     | 22,5   |

| Hommes | Classe d’âge | Femmes |
| ------ | ------------ | ------ |
| 0,5    | 90 ou +      | 1,4    |
| 5,5    | 75-89 ans    | 7,6    |
| 15,6   | 60-74 ans    | 16,3   |
| 20,8   | 45-59 ans    | 20     |
| 19,4   | 30-44 ans    | 19,4   |
| 17,6   | 15-29 ans    | 16,2   |
| 20,6   | 0-14 ans     | 19,1   |

## Culture locale et patrimoine

### Lieux et monuments
La commune ne compte aucun monument historique classé ou inscrit sur son territoire.
- Église Saint-Denis : comme un grand nombre de celles qui furent élevées dans les villages, appartenant originairement à l'abbaye de Saint-Denis, est dédiée à saint Denis. C'est un monument de diverses époques : le chœur appartient au style gothique flamboyant. Il est flanqué de larges contreforts. La nef, moderne, est plus basse que le chœur, et n'a qu'un bas-côté. Le clocher, carré, placé sur le côté, à deux étages d'ouvertures, fut construit en même temps que le chœur. Le second étage a été rebâti, sans doute à la suite d'un accident causé par la foudre ou par le vent. Il est couvert d'ardoise[a 5].
- Calvaire, à l'intersection entre la D 75 et la D 111E.
- Monument aux morts

### Personnalités liées à la commune
- Philippe de Bosquillon d'Avrigny, qui fut l'un des chefs de la grande Jacquerie en 1358.

### Héraldique
| Armes d'Avrigny | La commune d'Avrigny porte : D'argent à une quintefeuille de sinople accompanée de neuf merlettes du même posées en orle. |